# Lorenzo Lamas
Lorenzo Fernando Lamas, właśc. Lorenzo Lamas y de Santos (ur. 20 stycznia 1958 w Santa Monica) – amerykański aktor, okazjonalnie reżyser i producent filmowy pochodzenia argentyńskiego.

## Życiorys

### Wczesne lata
Urodził się w Santa Monica w Kalifornii jako syn amerykańskiej aktorki Arlene Dahl (ur. 1925) i argentyńskiego aktora Fernanda Lamasa (1915–1982). Jego matka była pochodzenia norweskiego. Miał zaledwie dwa lata, gdy jego rodzice rozwiedli się. Dorastał w Pacific Palisades. Był pasierbem pływaczki i gwiazdy filmowej Esther Williams, która poślubiła jego ojca, gdy Lamas miał 11 lat.

### Początki kariery
Mając jedenaście lat wystąpił jako indiański chłopiec w westernie 100 karabinów (100 Rifles, 1969) z Burtem Reynoldsem i Raquel Welch w rolach głównych. W wieku trzynastu lat przeprowadził się do Nowego Jorku. W 1975 ukończył Admiral Farragut Academy w Toms River w stanie New Jersey i powrócił do stanu Południowej Kalifornii. Uczęszczał do college’u w Santa Monica, gdzie stał się filarem szkolnej drużyny pływackiej. Poznawał techniki aktorskie w Tony Barr’s Film Actors Workshop przy Burbank Studios. Dorabiał sprzątając studia filmowe, rozwoził gazety, pisał scenariusze do kreskówek, reklamował dżinsy i papierosy. Uczył się sztuk walki, intensywnie ćwiczył karate i taekwondo, zdobywając nawet w 1979 czarny pas. Początkowo planował zostać zawodowym kierowcą wyścigowym, od czasu do czasu brał udział w zawodach na torze.

### Rozwój kariery
Po gościnnym udziale w serialu CBS Zamiana (Switch, 1977) z Robertem Wagnerem, zagrał niewielką rolę w kinowej komedii muzycznej Grease (1978) z Johnem Travoltą jako próżny chłopak Sandy (Olivia Newton-John). W 1979 został obsadzony jako przystojniak Rick w miniserialu CBS California Fever. Przez dziewięć sezonów, od 4 grudnia 1981 do 17 maja 1990 grał postać Lancelota „Lance’a” Cumsona, syna Julii i Tony’ego, spadkobiercy i wnuka despotycznej Angeli Channing (Jane Wyman), kobieciarza i henchmana w operze mydlanej CBS Falcon Crest; za rolę zdobył nominację do nagrody Złotego Globu (1983) i Soap Opera Digest Award (1986).
„Sądziłem, że po ośmiu latach występów w Falcon Crest, serialu znajdującym się na szczycie popularności, producenci będą walić do mnie drzwiami i oknami. Tak się jednak nie stało. Musiałem wziąć ster w swoje ręce.”
Pojawiał się gościnnie w produkcjach kanału ABC: sitcomie Statek miłości (The Love Boat, 1980, 1982) jako torreador, serialu Fantastyczna wyspa (Fantasy Island, 1983) i operze mydlanej Hotel (1983).
W 1982 w Hollywood odebrał nagrodę Złotego Jabłka jako „Odkrycie Roku”. Jego powrót na duży ekran w roli chłopaka ulicy z talentem tanecznym w musicalu Taniec ciała (Body Rock, 1984) był nominowany do Złotej Maliny w kategorii dla najgorszego aktora, ale piosenka „Fools Like Me”, którą zaśpiewał w filmie w 1984 znalazła się na 85 miejscu listy przebojów tygodnika „Billboard” Hot 100.
W 1985 trafił na scenę Radio City Music Hall w Nowym Jorku w spektaklu Night of 100 Stars II. W latach 1989–1992 wystąpił w trzech filmach z serii akcji Zjadacz węży (Snake Eater), tyleżkrotnie wcielając się w postać zbuntowanego bohatera wojennego Jacka „Żołnierza” Kelly’ego, wzorowanego na kultowych filmowych „supertwardzielach”, jak John J. Rambo czy John Matrix. Został powszechnie uznawanym gwiazdorem kina akcji, zagrał w dziesiątkach tytułów z tego gatunku. Karierę zawodową Lamas kontynuował w serialu sensacyjno-przygodowym Renegat (Renegade, 1992–1997) jako policjant Reno Raines, który – fałszywie oskarżony o morderstwo – ściga na motorze Harleyu-Davidsonie przestępców.
W lipcu 1983 z Heather Locklear, w listopadzie 1993 i w maju 1996 był na okładce magazynu „Playgirl”, a także trafił na okładkę „TV Guide” (w maju 1982 i lipcu 1983), „People” (w październiku 1982), „Orange Coast” (w lipcu 1987), „Muscular” (w grudniu 1994) i „Karate International” (w październiku 1996).
Rola strażaka Hectora Ramíreza w operze mydlanej CBS Moda na sukces (The Bold and the Beautiful, 2004–2006) przyniosła mu w Beverly Hills nominację do nagrody Imagen.
Wystąpił w roli króla Syjamu w musicalu Richarda Rodgersa Król i ja (The King and I) w sierpniu 2007 na scenie Ogunquit Playhouse w Ogunquit w Maine oraz we wrześniu i październiku 2011 w North Shore Music Theatre w Beverly w Massachusetts. Od października do listopada 2007 w Teatrze Wilkinsa na Uniwersytecie Kean w Union Township w New Jersey grał rolę tytułową w widowisku Drakula. W czerwcu 2008 w Casa Mañana Theatre w Fort Worth w Teksasie i w październiku 2016 na off-Broadwayu zagrał El Gallo (narratora/bandytę) w przedstawieniu Toma Jonesa The Fantasticks, in which he was directed by Tom Jones, the show’s writer. W czerwcu 2012 w Reagle Music Theatre w Waltham w Massachusetts zebrał dobre recenzje za postać wymagającego reżysera i choreografa Zacha w musicalu Marvina Hamlischa Chór (A Chorus Line).
Pod koniec roku 2009 brał udział w programie typu reality show Shayne Lamas i spółka (Leave It to Lamas), który przedstawiał kulisy życia domowego jego i członków jego rodziny. Program emitowany był przez stację E! Entertainment na przestrzeni października i listopada, został jednak zdjęty z anteny zaledwie po ośmiu nadanych odcinkach; powodem była niska oglądalność.
W styczniu 2014 ukazała się jego autobiografia Renegade at Heart: An Autobiography.

## Życie prywatne
Był pięciokrotnie żonaty. W październiku 1981 ożenił się z Victorią Hilbert. Kiedy Hilbert dowiedziała się o romansie męża z Michele Cathy Smith, publicystką i rzeczniczką prasową Falcon Crest, 16 maja 1983 doszło do rozwodu. Sześć dni później, 22 maja 1983 poślubił Michelle Smith, z którą ma syna Alvaro Joshuę (ur. 19 grudnia 1983) i córkę Shayne (ur. 1985). W grudniu 1985 rozwiedli się. Smith zmarła 22 stycznia 2018 w dniu swoich 60. urodzin. 20 stycznia 1989 do 1993 jego trzecią żoną była aktorka Kathleen Kinmont. 27 kwietnia 1996 ożenił się z Shauną Sand, z którą ma trzy córki – Alexandrę Lynne (ur. 22 listopada 1997), Victorię (ur. 24 kwietnia 1999) i Isabellę (ur. 2 lutego 2001). Czwarte małżeństwo Lamasa oficjalnie przestało istnieć 8 października 2002. Spotykał się także z aktorką Hunter Tylo, piosenkarką Debbie Gibson i aktorką Daphne Ashbrook, z którą ma córkę Peyton Lee. 30 kwietnia 2011 w Cabo San Lucas w Meksyku zawarł związek małżeński po raz piąty z Shawną Craig. W czerwcu 2016 ogłosili separację, a 8 lutego 2019 uzyskali rozwód.

## Filmografia

### Filmy
- 1969: 100 karabinów (100 Rifles) jako indiański chłopak
- 1978: Ryzykowna walka (Take Down) jako Nick Kilvitus
- 1978: Grease jako Tom Chisum
- 1979: Nachylenie (Tilt) jako Casey Silverwater
- 1984: Taniec ciała (Body Rock) jako Chilly
- 1989: Zjadacz węży (Snake Eater) jako Jack Kelly 'Żołnierz'
- 1990: Zjadacz węży 2 (Snake Eater II: The Drug Buster) jako żołnierz Kelly
- 1991: Noc wojownika (Night of the Warrior) jako Miles Keane
- 1991: Miasto śmierci (Killing Streets) jako Charlie Wolff
- 1992: Zjadacz węży 3 (Snake Eater III: His Law) jako Jack Kelly
- 1992: Decydujące uderzenie (Final Impact) jako Nick Taylor
- 1993: Hycel (Bounty Tracker) jako Johnny Damone, Bostoński Łowca nagród
- 1993: Kryptonim: Alexa (CIA Code Name: Alexa) jako Mark Graver
- 1993: Miecz Aleksandra (The Swordsman) jako Andrew
- 1994: Cel Alexa 2 (CIA II: Target Alexa) jako Mark
- 1994: Żmija (Viper) jako Travis Blackstone
- 1994: Ostateczna walka (Final Round) jako Tyler Verdiccio
- 1995: Strażnik wirtualnej rzeczywistości (Terminal Justice) jako Bobby Chase
- 1995: Uliczny gladiator (Gladiator Cop) jako Andrew Garrett
- 1995: Hycel 2 (Midnight Man) jako John Kang
- 1996: Maska Śmierci (Mask of Death) jako Lyle Mason/Det. Dan McKenna
- 1997: Wściekłość (The Rage) jako Nick Travis
- 1997: Czarny świt (Black Dawn) jako Jake Kilkanin
- 1998: Dług honorowy (Back to Even) jako Mitch
- 1999: Muza (The Muse) jako Lorenzo Lamas
- 1999: W kręgu zła (Undercurrent) jako Mike Aguayo
- 2002: Okrążenie 2: Finałowe uderzenie pięścią (The Circuit 2: The Final Punch) jako Max
- 2003: Mroczne wody (Dark Waters) jako Dane Quatrell
- 2003: 13 martwych ludzi (13 Dead Men) jako Santos
- 2003: Szybka dewiza (Rapid Exchange) jako Ketchum
- 2003: Rajski wirus (The Paradise Virus) jako Paul Johnson
- 2004: Obcy 3000 (Unseen Evil 2) jako Biggs
- 2004: Motocross chłopaczków (Motocross Kids) jako Evan Reed
- 2004: Zabójczy amor (Killing Cupid) jako Shane
- 2004: Meksykański wojownik (Latin Dragon) jako Frank
- 2004: Wirtualny świat (Sci-Fighter) jako Andrew Dean
- 2004: Niewolnicy (Thralls) jako pan Jones
- 2005: W desperacji (Lethal) jako Anatoly Federov
- 2005: Człowiek, którego nie ma (The Nowhere Man)
- 2006: 18 palców śmierci (18 Fingers of Death!) jako Antonio Bandana
- 2006: Ciało pracy (Body of Work) jako James Altman
- 2007: 30,000 mil podwodnej żeglugi (30,000 Leagues Under the Sea) jako porucznik Aronnaux
- 2007: Wpadek Chińczyków (Chinaman’s Chance) jako ojciec Smith
- 2007: Succubus: Hell Bent jako wykładowca lotnictwa
- 2009: Meksykańskie złoto (Mexican Gold) jako Cole
- 2009: Megaszczęki kontra megamacki (Mega Shark Versus Giant Octopus) jako Allan Baxter
- 2011: Cathedral City jako Carl Romero

### Filmy TV
- 2008: Fineasz i Ferb (Phineas and Ferb) jako Hik
- 2004: Drapieżnik wyspy (Raptor Island) jako Hacket
- 2004: Głębia zła (Deep Evil) jako Trainor
- 2004: Ranczo nadziei (Hope Ranch) jako Colt Webb
- 2003: Rajski wirus (The Paradise Virus) jako Paul Johnson
- 1992: Symfonia zmysłów (La Carne e il diavolo) jako Gropius
- 1980: Bezdroże przerażenia (Detour to Terror) jako Jamie
- 2015: Rekinado 3 (Sharknado 3: Oh Hell No!) jako sierżant Rock

### Seriale TV
- 1977: Zamiana (Switch) jako Sobranski
- 1978: Miecz sprawiedliwości (Sword of Justice) jako Donno Novanti
- 1979: Kalifornijski żar (California Fever) jako Rick
- 1979: Kochany detektyw (Dear Detective)
- 1980: Statek miłości (The Love Boat) jako Brett Clark
- 1980–1981: Tajemnice Midland Heights (Secrets of Midland Heights) jako Burt Carroll
- 1981–1990: Falcon Crest jako Lance Cumson
- 1982: Statek miłości (The Love Boat)
- 1983: Hotel jako Diz Wilder
- 1983: Fantastyczna wyspa (Fantasy Island) jako Richard Warrington
- 1990: Autostopowicz (The Hitchhiker)
- 1991: Kochany John (Dear John) jako Alejardro Braceros
- 1992–1997: Renegat (Renegade) jako Reno Raines/Vince Black
- 1998: Inwazja Ameryki (Invasion America) jako Cale Oosha (głos)
- 1998–1999: Air America jako Rio Arnett
- 2000–2001: Nieśmiertelny (The Immortal) jako Raphael 'Rafe' Cain
- 2004: Moda na sukces (The Bold and the Beautiful) jako Hector Ramirez
- 2004: Reno 911! (Reno 911) jako Nowy Garcia-deputowany Garcia
- 2009: Fineasz i Ferb (Phineas and Ferb) jako Meap (w polskiej wersji językowej − Hik)
- 2010–2013: Big Time Rush jako Doc Hollywood
- 2014: Amerykański tata (American Dad!) jako ochroniarz (głos)
- 2016–2017: Lucha Underground jako radny Delgado
- 2019: Jane the Virgin w roli samego siebie